# Wierzbno (métro de Varsovie)
Wierzbno est une station de la ligne 1 du métro de Varsovie, située dans le quartier de Mokotów. Inaugurée le 7 avril 1995, la station dessert l'avenue Jean-Paul II et la rue de l'indépendance.

## Description
La station de plain-pied est d'une largeur de 10 m pour 120 m de long. La station est en forme d'arc, sans pilier central. Les couleurs principales de cette station sont le jaune et le gris. À la surface se trouvent des escaliers ainsi que des ascensceurs pour les personnes souffrant de handicap, elle dispose également de points de vente de tickets, de toilettes ainsi que de guichets automatiques bancaires.
Cette station est la 8e de la Ligne 1 du métro de Varsovie dans le sens sud-nord, suivie alors de la station Racławicka, et est la 14e dans le sens nord-sud, suivie de la station Wilanowska.

## Position sur la Ligne 1 du métro de Varsovie

Position de la station Wierzbno (8e en partant du sud) sur la ligne 1.